# Michel Sales
Pour les articles homonymes, voir Sales.
Michel Sales, né le 11 novembre 1939 à Lubersac et mort le 27 avril 2016 à Paris 7e,, est un prêtre jésuite philosophe et théologien français.

## Biographie
Michel Sales est le frère de Claude Sales.
Spécialiste de l'œuvre d'Henri de Lubac et de Gaston Fessard, il est professeur émérite aux Facultés jésuites de Paris (Centre Sèvres) et au Grand Séminaire de Paris.

## Publications
- 2003 : L'Être humain et la connaissance naturelle qu'il a de Dieu, dans la pensée d'Henri de Lubac, Parole et Silence
- 1996 : Gaston Fessard, Genèse d'une pensée, Lessius, Bruxelles
- 1989 : Le Corps de l'Église, Études sur l'Église une, sainte, catholique et apostolique, Fayard, coll. « Communio »
- Tout Israël sera sauvé : Contribution à l’intelligence d’un point essentiel de la pensée théologique du Père Gaston Fessard, Éditions jésuites/Lessius, 2018  (ISBN 978-2-87299-352-9), 836 p.